# Phương Dung
 (juillet 2025).
La mise en forme du texte ne suit pas les recommandations de Wikipédia : il faut le « wikifier ».
Les points d'amélioration suivants sont les cas les plus fréquents. Le détail des points à revoir est peut-être précisé sur la page de discussion.
- Les titres sont pré-formatés par le logiciel. Ils ne sont ni en capitales, ni en gras.
- Le texte ne doit pas être écrit en capitales (les noms de famille non plus), ni en gras, ni en italique, ni en « petit »…
- Le gras n'est utilisé que pour surligner le titre de l'article dans l'introduction, une seule fois.
- L'italique est rarement utilisé : mots en langue étrangère, titres d'œuvres, noms de bateaux, etc.
- Les citations ne sont pas en italique mais en corps de texte normal. Elles sont entourées par des guillemets français : « et ».
- Les listes à puces sont à éviter, des paragraphes rédigés étant largement préférés. Les tableaux sont à réserver à la présentation de données structurées (résultats, etc.).
- Les appels de note de bas de page (petits chiffres en exposant, introduits par l'outil «  Source ») sont à placer entre la fin de phrase et le point final[comme ça].
- Les liens internes (vers d'autres articles de Wikipédia) sont à choisir avec parcimonie. Créez des liens vers des articles approfondissant le sujet. Les termes génériques sans rapport avec le sujet sont à éviter, ainsi que les répétitions de liens vers un même terme.
- Les liens externes sont à placer uniquement dans une section « Liens externes », à la fin de l'article. Ces liens sont à choisir avec parcimonie suivant les règles définies. Si un lien sert de source à l'article, son insertion dans le texte est à faire par les notes de bas de page.
- La présentation des références doit suivre les conventions bibliographiques. Il est recommandé d'utiliser les modèles {{Ouvrage}}, {{Chapitre}}, {{Article}}, {{Lien web}} et/ou {{Bibliographie}}. Le mode d'édition visuel peut mettre en forme automatiquement les références.
- Insérer une infobox (cadre d'informations à droite) n'est pas obligatoire pour parachever la mise en page.

Pour une aide détaillée, merci de consulter Aide:Wikification.
Si vous pensez que ces points ont été résolus, vous pouvez retirer ce bandeau et améliorer la mise en forme d'un autre article.
De son vrai nom Nguyen Phan Phuong Dung, Phương Dung (née le 9 août 1946) était une célèbre chanteuse de la musique de sa ville natale au Sud-Vietnam de 1957 à 1975. Classée parmi les 10 chanteuses les plus influentes du Vietnam avant 1975. Phuong Dung est associé au surnom de "L'Hirondelle blanche de Gò Công" que lui a donné le poète Kiên Giang Hà Huy Hà.

## Ses débuts
Phương Dung est originaire de la province de Gò Công (aujourd'hui la province de Tien Giang ). Elle a commencé à chanter en 1957 à l'âge de 11 ans en participant à un concours de chanson à Saigon.

## Carrière musicale
Elle est devenue célèbre à l'âge de 17 ans après avoir interprété avec succès la chanson "Nỗi buồn gác trọ" de Mạnh Phát et Hoài Linh en 1962, qu'elle a rendue encore plus célèbre, "Những đồi hoa sim" en 1964 (inspirée du poème Dzung Chinh de Hữu Loan ) et "Tạ từ trong đêm" en 1965 (de Trần Thiện Thanh ). Phương Dung a reçu la médaille d'or de la meilleure chanteuse en 1965, tandis que l'auteur Tran Thien Thanh a reçu le prix de la meilleure chanson de l'année. [réf. nécessaire] .
Phương Dung a également donné le titre "Hirondelle blanche de Gò Công" au poète Kien Giang Ha Huy Ha.
Elle enregistre beaucoup sur 45 tours pour les maisons de disques vietnamiennes et connaît un grand succès. En écoutant les chansons : "Những đồi hoa sim", "Nỗi buồn gác trọ", "Tạ từ trong đêm", précédemment citées, ou encore "Khúc hát ân tình" (de Xuân Tiên  et Y Vân ), "Đố ai"(de Phạm Duy), "Sương lạnh chiều đông" (de Mạnh Phát), "Tím cả rừng chiều "(de Thu Ho), "Vọng gác đêm sương" (de Mạnh Phát), "Cánh buồm chuyển bến" (de Minh Kỳ et Hoài Linh), "Nỗi buồn đêm đông" (de Anh Minh  ), "Sắc hoa màu nhớ" (de Nguyễn Văn Đông), "Biết đâu tìm" (de Hoàng Thi Thơ), ou encore "Còn mãi những khúc tình ca" (de Quốc Dũng), on ne peut que constater que Phương Dung est associée à des chansons d'amour en temps de guerre.

## Famille, carrière
Après l'année 1968, Phương Dung épousa un pilote colonel de l'armée et quitta le Vietnam en 1974. elle eut huit enfants, 6 garçons et 2 filles. Sa fille Phuong Vy a travaillé pour la maison de production Trung tâm Thúy Nga et sa fille Hoang Ly est mannequin. À l'étranger, Phương Dung est toujours active dans les oeuvres de charité, comme par exemple avec la sortie du DVD du programme Caritas Bridge, organisé par le Comité de charité sociale de Caritas Vietnam .
Plus tard, elle s'est installée en Australie et a participé occasionnellement aux grands spectacles organisés par le World Art Center, le Trung tâm Thúy Nga, le Trung tâm Làng Văn, ou l'Asia Entertainment aux États-Unis. En juin 2014, Phuong Dung et le chanteur Giao Linh ont été honorés et ont fait Liveshow Sol Vang pour célébrer leur long parcours musical.
Fin 2014, Phương Dung a été invitée à être juge du concours Solo cùng Bolero produit par la station de radio et de télévision Vĩnh Long . Phương Dung était aussi juge dans l'émission musicale "Listen to me sing" (saison 3).

## Charité
Bénévole, elle est l'une des fondatrices de la See The Light Association, spécialisée dans l'aide aux malades et aux pauvres du Vietnam en fournissant de l'argent pour les soins ophtalmologiques, la construction de maisons et d'écoles. Elle a également fait pression sur des artistes et ses amis pour qu'ils participent au programme par le biais de spectacles de collectes de fonds dans les pays de la diaspora vietnamienne.
À partir de 1999, Phương Dung est retournée au Vietnam pour aider les patients malvoyants, d'abord à Gò Công,Tiền Giang, où elle est née, puis à Quảng Trị, Đồng Hới, Quảng Nam, Kon Tum, Đồng Tháp, et Cần Thơ. En plus de fournir des soins oculaires, l'association caritative aide également les étudiants pauvres et les victimes de catastrophes naturelles et d'inondations.